# Energía undimotriz

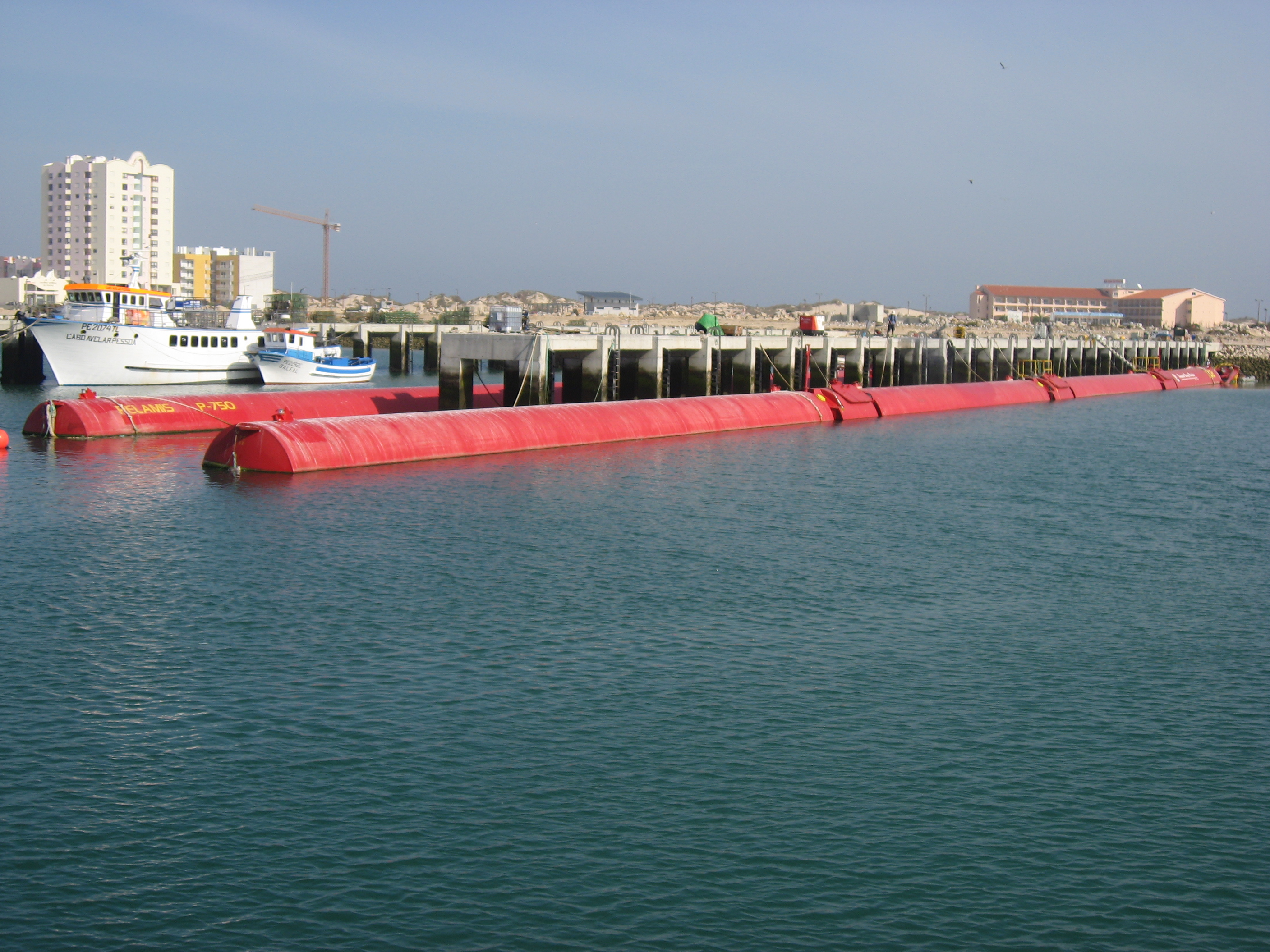
Dos de las tres máquinas P-750 en el puerto de Peniche, Portugal

La energía undimotriz o  energía de las olas es la captura de energía del movimiento de las olas que produce el viento para realizar un trabajo útil, por ejemplo, generar electricidad, desalinizar agua o bombear agua. Una máquina que explota la energía de las olas es un convertidor de energía de las olas (Wave Energy Converter, WEC por sus siglas en inglés). Es una de las fuentes de energía renovable en estudio.
La potencia de las olas es distinta de la potencia de las mareas, que captura la energía de la corriente causada por la atracción gravitacional del Sol y la Luna. Las olas y las mareas también son distintas de las corrientes oceánicas que son causadas por otras fuerzas, incluidas las olas rompientes, el viento, el efecto Coriolis, el cabbeling y las diferencias de temperatura y salinidad.
La generación de energía a partir de las olas no es una tecnología comercial ampliamente empleada en comparación con otras fuentes de energía renovable establecidas, como la energía eólica, hidroeléctrica y solar. Sin embargo, ha habido intentos de usar esta fuente de energía desde al menos 1890 principalmente debido a su alta densidad de potencia. A modo de comparación, la densidad de potencia de los paneles fotovoltaicos es de 1 kW/m² en la insolación solar máxima, y la densidad de potencia del viento es de 1 kW/m² para viento con velocidad de 12 m/s. Considerando que, la densidad de potencia anual promedio de las olas en la costa de San Francisco es de 25 kW/m².
En el 2000 se instaló en la costa de Islay, Escocia el primer dispositivo comercial para aprovechar la potencia de las olas, el Islay LIMPET que fue conectado a la red de distribución eléctrica de Gran Bretaña.   En el 2008, se inauguró Okeanós en Portugal la primera granja experimental de olas multi generadores, la granja solo operó dos meses y después fue cerrada por problemas técnicos en las máquinas. 
Al 2021 esta no es una tecnología madura, habiéndose construido algunos experimentos, prototipos o, a lo sumo, proyectos de demostración, que han puesto en evidencia los desafíos técnicos que se plantean, y que deben ser resueltos antes de poder disponer de unidades confiables con alta disponibilidad y costos de generación ciertos.

## Conceptos físicos

Cuando un objeto asciende y desciende por la acción de una onda en una charca, sigue una trayectoria aproximadamente elíptica.

Movimiento de una partícula en una ola oceánica.
A = En agua profunda. El movimiento elíptico de las partículas de fluido disminuye rápidamente a medida que aumenta la profundidad bajo la superficie.
B = En agua poco profunda (el suelo oceánico ahora es B). El movimiento elíptico de una partícula de fluido a medida que disminuye la profundidad.
1 = Dirección de propagación.
2 = Cresta de la ola.
3 = Depresión de la ola.

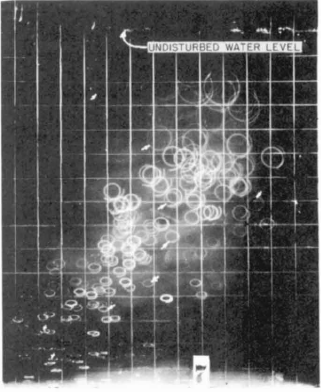
Fotografía de trayectorias elípticas de partículas de agua sujetas a una ola gravitatoria de superficie progresiva y periódica en una wave flume. Las condiciones de la ola son: profundidad promedio del agua d = 2.50 ft, altura de la ola H = 0.339 ft, longitud de onda λ = 6.42 ft, período T = 1.12 s.

Las olas son generadas por el viento que pasa sobre la superficie del mar. Mientras las olas se propaguen más lentamente que la velocidad del viento justo por encima de las olas, hay una transferencia de energía del viento a las olas. Ambas diferencias de presión de aire entre el viento y el lado de sotavento de una cresta de olas, así como la fricción en la superficie del agua por el viento, hacen que el agua sea arrastrada por la tensión de corte provocando así el crecimiento de las olas.
La altura de las olas está determinada por la velocidad del viento, la duración del tiempo que sopla el viento, la captación (la distancia sobre la cual el viento excita las olas) y por la profundidad y la topografía del fondo marino (que puede enfocar o dispersar la energía de las olas). Una velocidad de viento dada tiene un límite práctico correspondiente sobre el cual el tiempo o la distancia no producirán olas más grandes. Cuando se alcanza este límite, se dice que el mar está "completamente desarrollado".
En general, las olas más grandes son más potentes, pero la potencia de las olas también está determinada por la velocidad, la longitud de onda y la densidad del agua.
El movimiento oscilatorio es mayor en la superficie y disminuye exponencialmente con la profundidad. Sin embargo, para las ondas estacionarias (clapotis) cerca de una costa reflectante, la energía de las olas también está presente como oscilaciones de presión a gran profundidad, produciendo microsismos. Estas fluctuaciones de presión a mayor profundidad son demasiado pequeñas para ser interesantes desde el punto de vista de la potencia de las olas.
Las olas se propagan en la superficie del océano, y la energía de las olas también se transporta horizontalmente con la velocidad de grupo. La velocidad de transporte media de la energía de las olas a través de un plano vertical de unidad de ancho, paralela a la cresta de las olas, se denomina flujo de energía de las olas (o potencia de las olas, que no debe confundirse con la potencia real generada por un dispositivo de aprovechamiento de la energía de las olas).

### Fórmula de la potencia de la ola
En agua profunda donde la profundidad es mayor que la mitad de la longitud de onda, el flujo de energía de la ola es 
{\displaystyle P={\tfrac {1}{16}}\rho gH_{m0}^{2}c_{g},}
con {\displaystyle c_{g}} la velocidad de grupo, ver La velocidad de grupo es {\displaystyle c_{g}={\tfrac {g}{4\pi }}T}, 
{\displaystyle P={\frac {\rho g^{2}}{64\pi }}H_{m0}^{2}T_{e}\approx \left(0.5{\frac {\text{kW}}{{\text{m}}^{3}\cdot {\text{s}}}}\right)H_{m0}^{2}\;T_{e},}
siendo P el flujo de energía de la ola por unidad de longitud de cresta de ola, Hm0 la altura significativa de la ola, Teel periodo de la energía de la ola, ρ la densidad del agua y g la aceleración de la gravedad. Esta fórmula indica que la potencia de la ola es proporcional al periodo de energía de la ola y el cuadrado de la altura de la ola. Cuando la altura significativa de la ola se da en metros, y el periodo de la ola en segundos, se obtiene la potencia de la ola expresada en kilowatts (kW) por metro de longitud de frente de ola.
Un equipo de potencia de ola efectivo captura lo más posible del flujo de energía de las olas. Por ello, las olas en la región ubicada detrás del equipo de potencia de ola tendrán una altura inferior a las de las olas antes que incidan sobre el equipo.

## Requisitos
Para poder obtener energía eléctrica en forma eficiente a partir del movimiento de las olas, es necesario tener una serie de condiciones.
Tal como se indicó en la sección previa la cantidad de energía que se puede obtener a partir de esta fuente, es proporcional al periodo de oscilación de las olas, y al cuadrado de su altura. Este tipo de características se encuentran en territorios marítimos con profundidades entre 40 y 100 metros, donde las características de las olas resultan óptimas para aprovechar la energía undimotriz.[cita requerida]
Según la profundidad de instalación de los dispositivos utilizados con este fin se pueden clasificar en:
• Dispositivos sobre la costa:  Son dispositivos asentados sobre acantilados rocosos en la costa, integrados en estructuras fijas como diques rompeolas o sobre el fondo en aguas poco profundas. Estos dispositivos también se conocen como Dispositivos de Primera Generación. Los dispositivos on-shore poseen ventajas importantes en términos de facilidad de instalación, no requieren amarres, menores costos de mantenimiento, mayor supervivencia y menor distancia para el transporte e integración de la energía producida. Sin embargo, su desarrollo está limitado por el reducido número de ubicaciones adecuadas, menor nivel energético del oleaje e impacto medioambiental y visual.
• Dispositivos cerca de la costa:  Son dispositivos ubicados en aguas poco profundas (10-40 m) y a unos cientos de metros de la costa. Estas profundidades moderadas son apropiadas para dispositivos de gran tamaño apoyados por gravedad sobre el fondo o flotantes. Estos dispositivos también se conocen como dispositivos de Segunda Generación. La elección de una ubicación cercana a la costa permite superar los problemas asociados a los dispositivos en costa y evitar la necesidad de sistemas de fondeo costosos.
• Dispositivos fuera de la costa:  Son dispositivos flotantes o sumergidos ubicados en aguas profundas (50-100 m). Son el tipo de convertidores más prometedores ya que explotan el mayor potencial energético existente en alta mar. Estos dispositivos también se conocen como dispositivos de Tercera Generación. Hasta el momento, su desarrollo se ha demorado porque deben hacer uso de tecnologías muy fiables y costosas que garanticen su supervivencia. Por lo tanto, la explotación de la energía del oleaje offshore de modo rentable requiere de plantas con potencias instaladas de decenas de megavatios formadas por conjuntos de unidades. Estas plantas multidispositivo pueden llegar a ocupar superficies extensas y en consecuencia pueden llegar a interferir con la navegación.

## Tecnologías disponibles
Los equipos disponibles, en distintos estados de desarrollo, para la implementación de este tipo de energía son:

### Dispositivos de columna de agua oscilante
La tecnología de columna de agua oscilante, utiliza un pozo con la parte superior hermética y la zona baja comunicada con el mar. En la parte superior hay una pequeña abertura por la que sale el aire al ser comprimido el volumen de aire de la cámara superior al subir el nivel de agua por acción de las olas. Las turbinas adosadas al generador eléctrico no son impulsadas por el agua de las olas directamente sino por el caudal de aire comprimido que sale de la cámara estanca (al subir el nivel de agua en el pozo por acción de las olas) y el aire que regresa a la cámara estanca al descender el nivel de agua y generando una depresión en la cámara estanca. 
De esta forma, la turbina aprovecha el movimiento producido por la ola cuando avanza y retrocede, y el generador al que está acoplada alimenta la energía a la red. Se aprovecha la energía cinética del agua de mar en su movimiento oscilante debido al oleaje, subiendo y bajando por el pozo, para el movimiento de una turbina que trasforma dicha energía cinética en energía mecánica, la cual se trasfiere a través del eje de la turbina para generar electricidad.

### Dispositivos móviles articulados

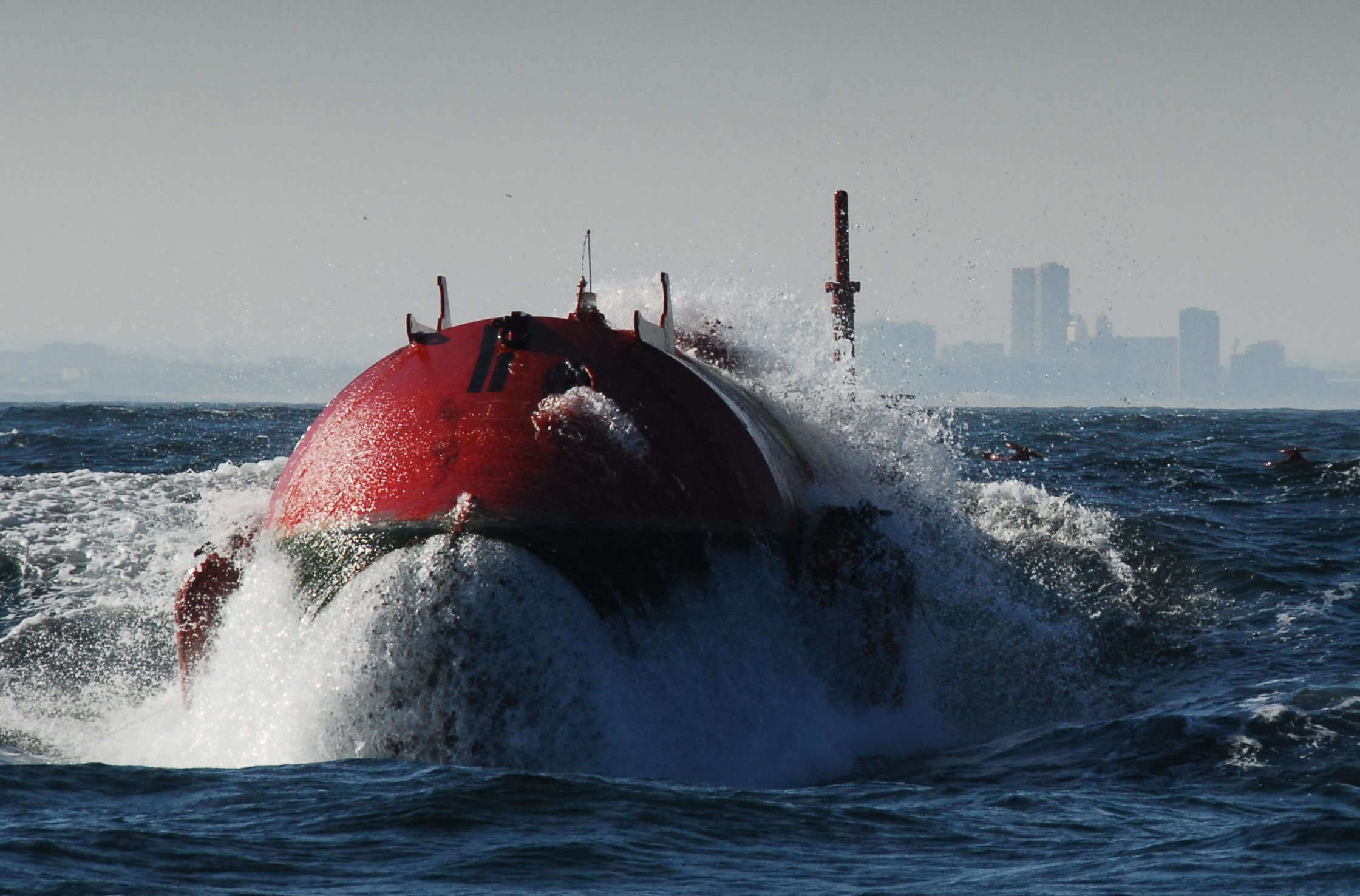
Una máquina Pelamis.

Consisten en una serie de secciones cilíndricas parcialmente sumergidas, unidas por una bisagra. La ola induce un movimiento relativo entre dichas secciones, activando un sistema hidráulico interior que bombea aceite a alta presión a través de un sistema de motores hidráulicos, equilibrándose con el contenido unos acumuladores. Los motores hidráulicos están acoplados a un generador eléctrico para producir electricidad.
Un ejemplo es  la serpiente marina Pelamis.

### Dispositivos oscilantes
Estos funcionan con un motor hidráulico, turbina hidráulica y un generador eléctrico lineal. 

#### Rotación

Absorbedor de energía puntual. (Nótese el cilindro y pistón que se desplazan con el movimiento ascendente y descendente inducido por las olas).

Este sistema está formado por un módulo que se encuentra anclado al fondo marino y mediante las oscilaciones se accionan unos pistones que logran una transformación hidroeléctrica. Están constituidos principalmente por una estructura articulada que en las conexiones de los nodos dispone de un sistema hidráulico el cual actúa sobre un generador eléctrico. Esta tecnología es comercial ya que por medio de 30 de estos aparatos se podría brindar energía a 20 000 hogares.

#### Traslación lineal
Estos sistemas están constituidos por dos partes: Una se encuentra fija sobre el fondo marino, y la otra se mueve de manera vertical por la variación de presiones hidrostáticas bajo el agua por las olas.

### Colectores de olas
Es un conversor energético que funciona fijado en el fondo del mar convirtiendo la energía potencial del agua para llenar un depósito a un nivel de agua mayor que el océano circundante. La idea básica es similar a la del dragón de olas usando principios bien estudiados en otros sistemas hidroeléctricos. El mecanismo es muy sencillo, el depósito se encuentra ubicado en nivel encima del mar, al cual, a través de una rampa, ingresan las olas. A continuación el agua del depósito pasa por unas turbinas ensambladas a unos generadores eléctricos, en su camino de regreso al mar.

### Estructura flotante: Wave Dragon

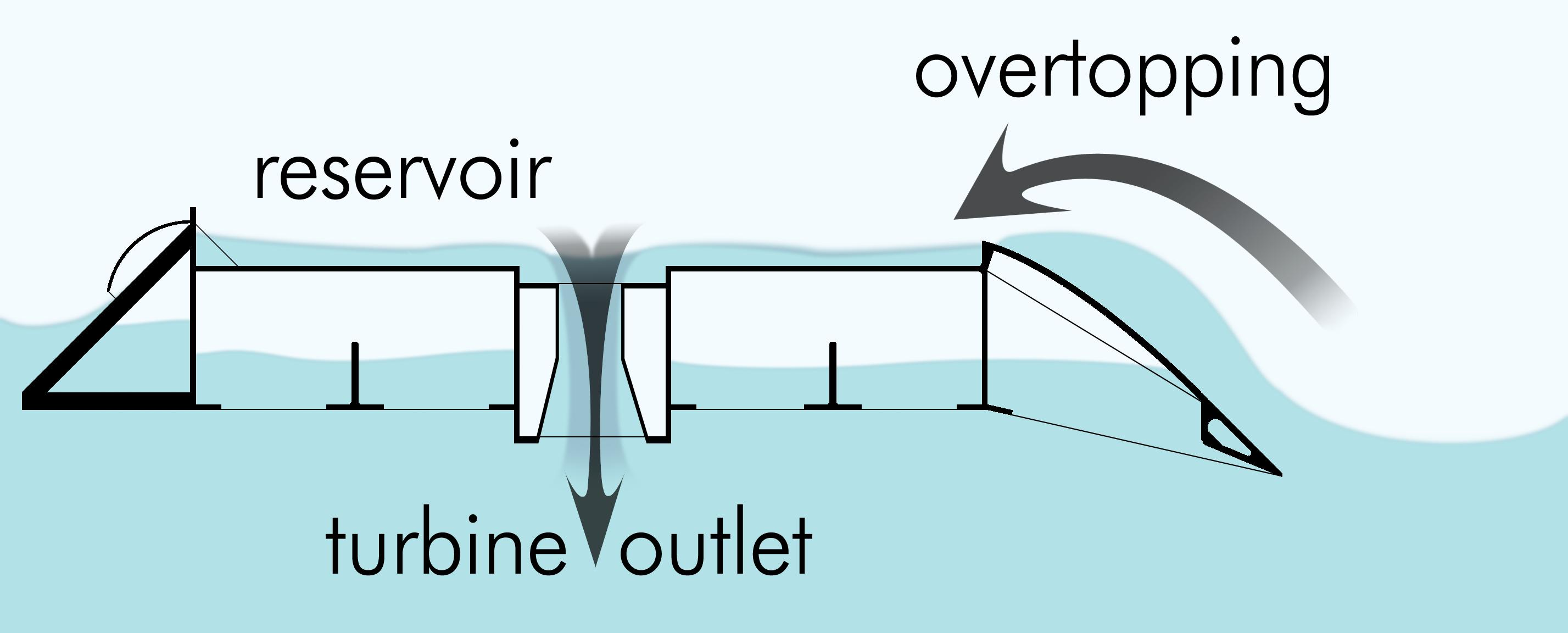
Principio de llenado del tanque flotante usado en Wave Dragon, mediante rebalse de las olas incidentes.

Es un conversor energético flotante, que funciona anclado al fondo del mar convirtiendo la energía potencial del agua que alcanza su balsa central en energía eléctrica. La idea básica del dragón de olas es usar principios bien estudiados en otros sistemas hidroeléctricos. El mecanismo es muy sencillo: una barrera captura el agua de las olas que sobrepasan un cierto nivel y la almacena en un estanque flotante. Al pasar en sentido descendente por unas turbinas hidroeléctricas, su energía potencial se convierte en energía eléctrica.

## Viabilidad económica
Actualmente existen unas pocas plantas experimentales más bien a nivel prototipos sin que se haya conseguido la viabilidad económica que permita su escalado. Al 2014 se estimaba el costo de producción de energía por estos medios entre 33 a 63 c Euro/(kWatt h).(Informe 2014 IRENA)  Si bien existen proyección que las tecnologías podrían madurar en unos 20 años reduciendo sensiblemente los costos de la electricidad, al día de hoy ello es más una expresión de deseo que una afirmación basada en planes de desarrollo firmes.

## El caso de España
En España aún no se aprovecha este tipo de energía comercialmente. Sólo en Cantabria y en el País Vasco, en fase piloto, existen dos centrales: en Santoña y en Motrico. Asimismo existe un proyecto para instalar una planta undimotriz en Granadilla (Tenerife).

### Santoña (Cantabria)
Este fue un proyecto cuyo funcionamiento se basaría en aprovechar la energía de la oscilación vertical de las olas a través de unas boyas eléctricas que se elevan y descienden sobre una estructura similar a un pistón, en la que se instala una bomba hidráulica. Como consecuencia del movimiento el agua entra y sale de la bomba e impulsa un generador que produce la electricidad. La corriente se transmite a tierra mediante un cable submarino.
Iberdrola, la promotora, planeaba instalar 10 boyas, sumergidas 40 metros (de profundidad), a distancias entre 1,5 y 3,0 kilómetros la costa, en una superficie de unos 2000 km². La potencia total de las boyas es de 1,5 MW, que suben y bajan al vaivén de las olas, enrollan y desenrollan un cable, que mueve un generador de energía. Según sus promotores, las ventajas principales de este sistema son
- seguridad (por su ubicación sumergida)
- mayor durabilidad
- impacto ambiental mínimo.[14]

El proyecto fue abandonado por Iberdrola después de haber instalado una boya prototipo.

### Central undimotriz de Motrico
La central undimotriz de Motrico se ubica en la población guipuzcoana de Motrico en el País Vasco. Se inauguró el 8 de julio de 2011, consta de 16 turbinas con una potencia total de 296 kW que inicialmente se había estimado producirían  970 MWh al año. Es la primera planta comercial de energía undimotriz a nivel mundial.
Esta planta está ubicada en el dique exterior de abrigo del puerto de Motrico y utiliza la tecnología denominada columna de agua oscilante (OWC, oscilating water column) con la cual la corriente de aire que se produce cuando el nivel del agua en unas celdas cerradas asciende y desciende debido al movimiento de las olas mueven sendas turbinas.
El proyecto pertenece al Ente Vasco de la Energía, EVE y tuvo un coste de 6,7 millones de euros, de los cuales el gobierno vasco aportó 2,73, siendo el coste de la central de 2,3 millones y el del dique en el que se ubica de 4,4 millones de euros. La instalación la realizó la empresa escocesa Wavegen, que pertenece al grupo Voith, cuya división Voith Siemens Hydro Power Generation ha desarrollado la tecnología OWC (columna de agua oscilante). Las turbinas fueron fabricadas en la planta que esta empresa tiene en la localidad guipuzcoana de Tolosa.
La planta ha tenido un rendimiento muy bajo, en parte por las variaciones estacionales de la potencia de las olas, en parte porque la necesidad de realizar mantenimiento en las turbinas generadoras ha resultado en que permanecen fuera de servicio por periodos muy prolongados, y además el diseño de dos turbinas fue deficiente, por lo que sólo 14 turbinas están operativas. Inicialmente se había estimado que la central de olas de Motrico tendría una producción de 600.000 kWh anuales, pero la producción media anual (2014-2016) apenas llegó al 41% de las estimaciones iniciales.

## Dificultades de implementación
Uno de los desafíos técnicos que se plantea es cómo hacer para captar la energía mecánica, que incide en un campo aleatorio de velocidades, y transformarla en energía eléctrica apta para su conexión a la red eléctrica. Por otra parte el elevado costo de la inversión inicial requerida, hace necesario un extenso periodo de amortización para recuperar el capital invertido en su construcción. 
Por sus características su uso se circunscribe a zonas costeras o próximas a la costa, con la consiguiente erogación económica que implica transportar la energía obtenida a sitios de consumo ubicados tierra adentro. Adicionalmente, se debe tener en cuenta el impacto ambiental que estas instalaciones pueden producir, por ejemplo modificando el paisaje natural costero. Y se ha de disponer de mucho espacio para albergar las enormes turbinas, lo cual representa un impacto sobre los ecosistemas costeros.